# مات ميلر (لاعب كرة قدم أمريكية أمريكي)
مات ميلر (بالإنجليزية: Matt Miller)‏ هو لاعب كرة قدم أمريكية أمريكي، ولد في 5 يناير 1972 في بروفو في الولايات المتحدة.